# Perceptions
Perceptions är Versaemerges andra EP, men den första med sångerskan Sierra Kusterbeck. Den släpptes först på Myspace och senare även på Itunes. 

## Låtlista
| Nr | Titel                                       | Längd |
| -- | ------------------------------------------- | ----- |
| 1. | Percipere                                   | 0:31  |
| 2. | In Pursuing Design                          | 4:01  |
| 3. | Consider the Sea                            | 2:29  |
| 4. | The Reification of Notion (The Realization) | 2:02  |
| 5. | The Authors                                 | 3:18  |
| 6. | Clocks                                      | 3:47  |
| 7. | New Frontier (The Awakening)                | 1:57  |